# Oxytropis neo-rechingeriana
Oxytropis neo-rechingeriana är en ärtväxtart som beskrevs av I.T. Vassilczenko. Oxytropis neo-rechingeriana ingår i släktet klovedlar, och familjen ärtväxter. Inga underarter finns listade i Catalogue of Life.